# 側紋矮脂鯉
側紋矮脂鯉為輻鰭魚綱脂鯉目琴脂鯉亞目複齒脂鯉科的其中一種，為熱帶淡水魚，被IUCN列為易危保育類魚類，分布於非洲奈及利亞及喀麥隆十字河、Oshun河流域，體長可達4.9公分，棲息在底中層水域，生活習性不明。

## 扩展阅读
維基物種上的相關：側紋矮脂鯉